# Pierre Vigné de Vigny

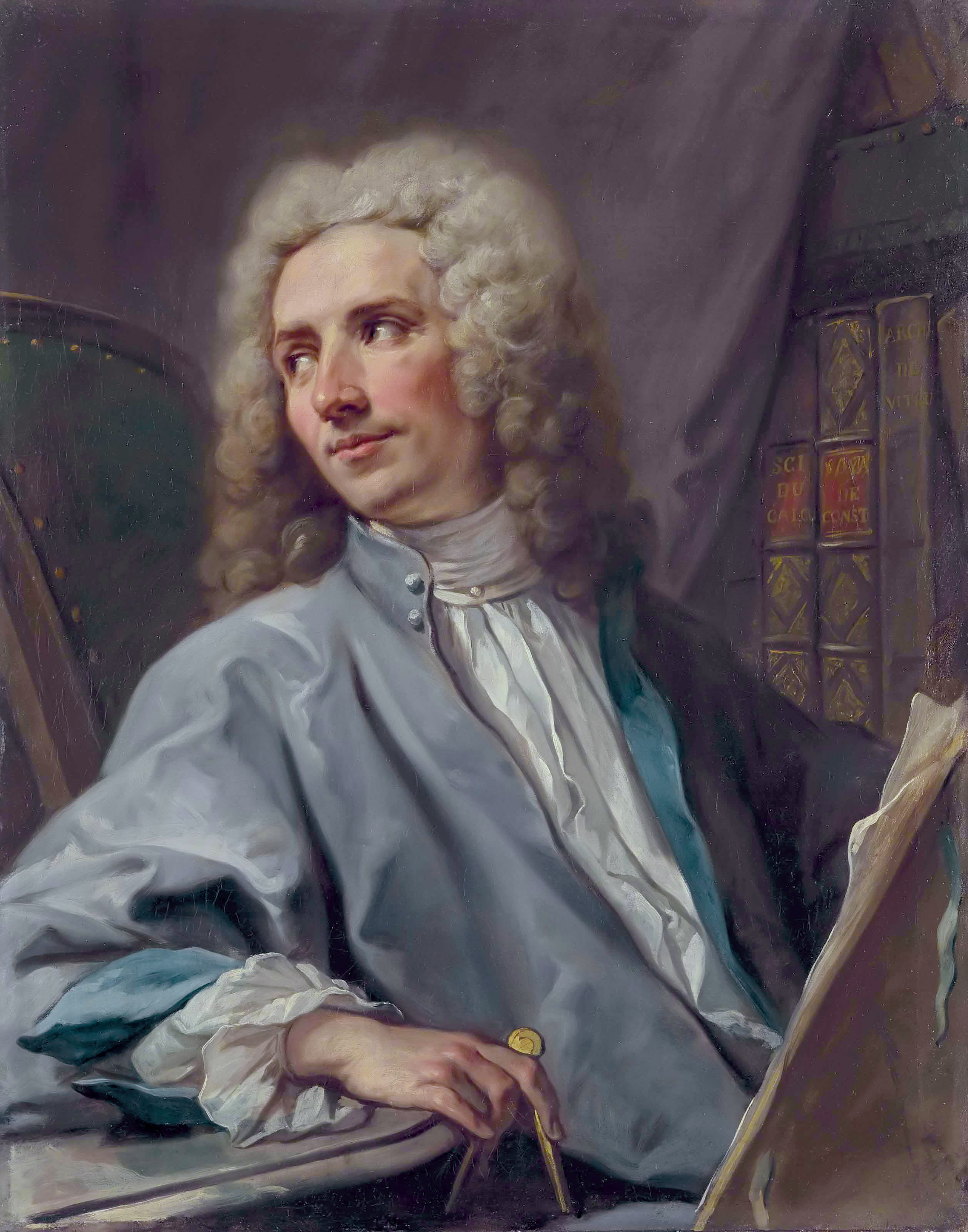
Pierre Vigné de Vigny, ritratto di Jean Restout II

Pierre Vigné de Vigny (Saumur, 30 maggio 1690 – Parigi, 6 agosto 1772) è stato un architetto francese.

## Biografia
Sulla sua vita si conosce pochissimo e soltanto relativamente alle sue opere.

## Opere
Pierre Vigné de Vigny realizzò, tra gli altri:
- dopo il 1719 la facciata dell'Hôtel de Chenizot a Parigi
- tra il 1720 e il 1724, la casa padronale del castello di Malesherbes
- nel 1732 circa, il padiglione d'ingresso alla Cour du Dragon all'incrocio di Saint-Benoît (ora rue de Rennes); distrutto nel 1954[3]
- dal 1739, l'ospizio generale di Lille[4]
- nel 1742, l'hotel de Saint-Cyr
- nel 1761, il padiglione nel giardino del castello di Ancy-le-Franc

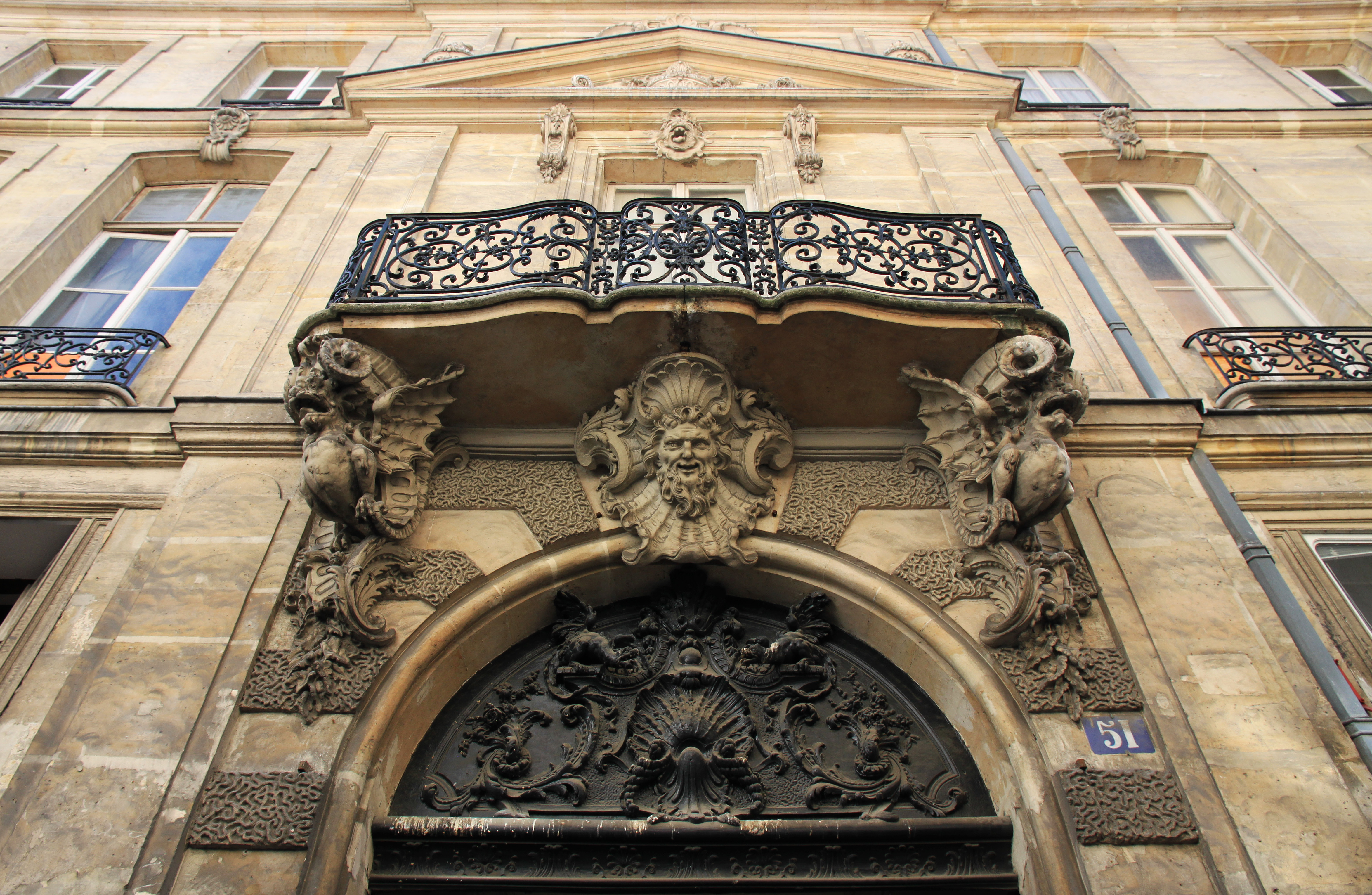
Hôtel de Chenizot
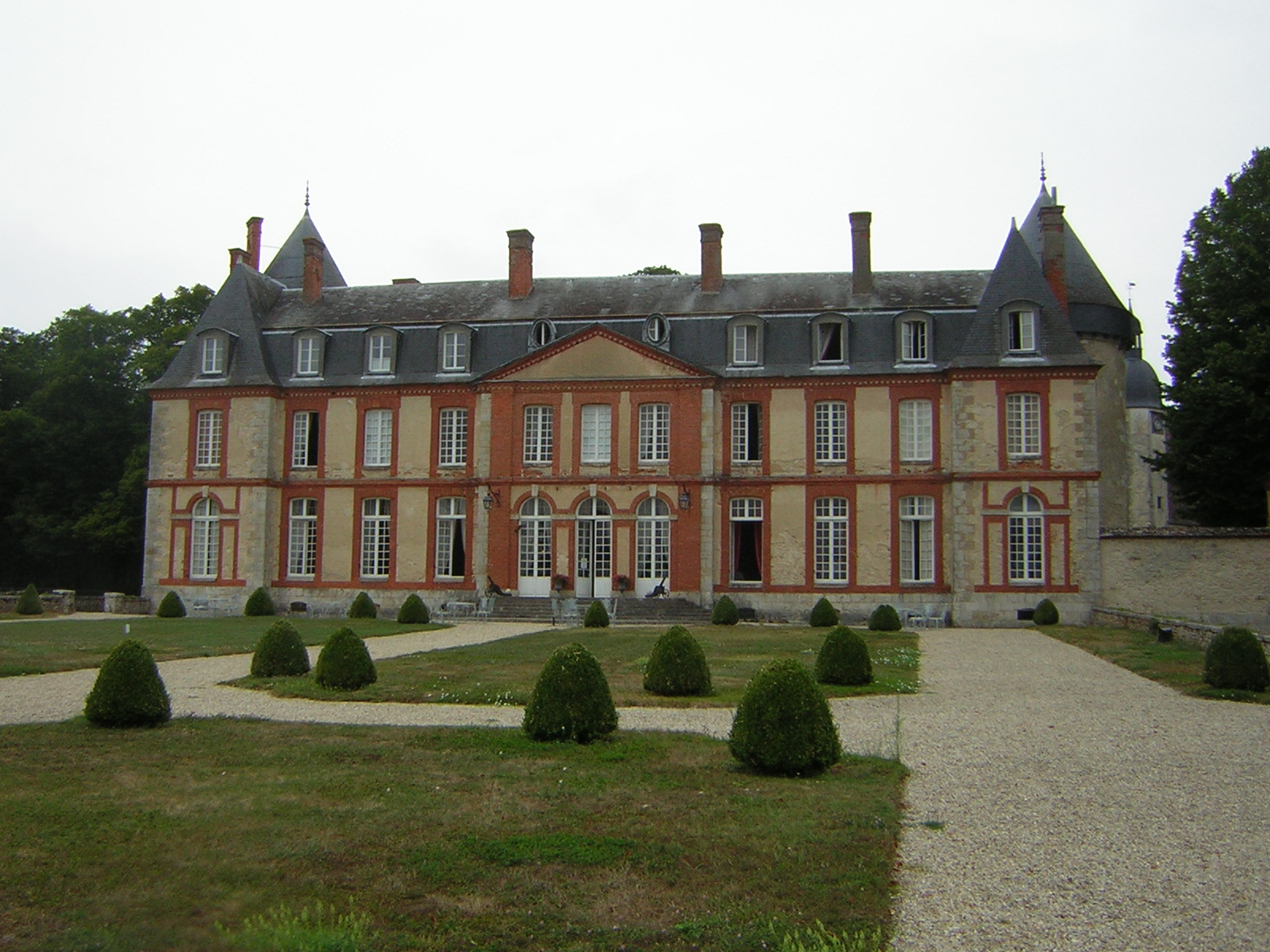
Château de Malesherbes
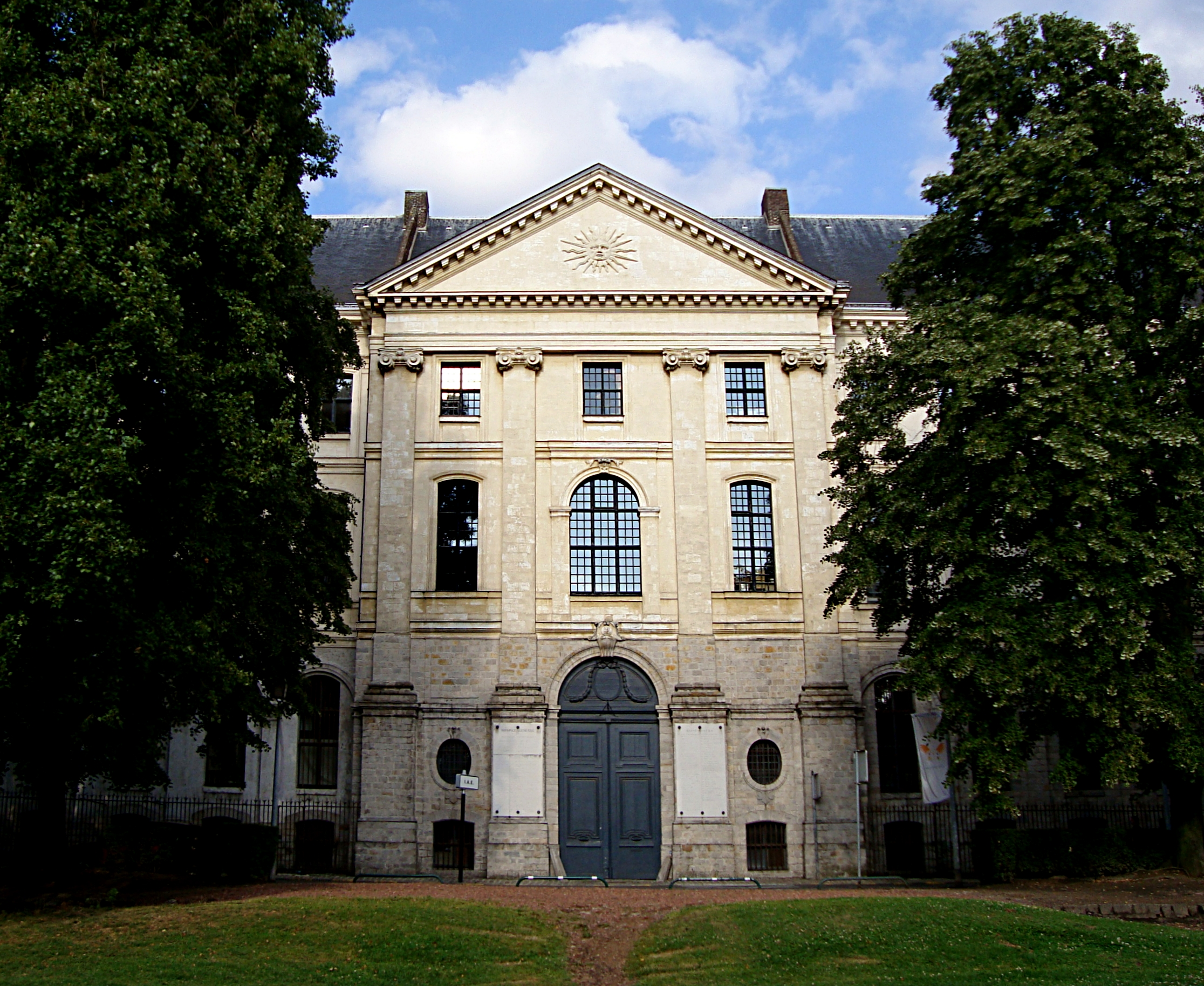
Ospizio generale di Lille